# X.com
X.com fue un banco de internet cofundado por Elon Musk en marzo de 1999 que más tarde se fusionó con Confinity y se cambió el nombre a PayPal.
PayPal es un banco de internet que facilita las transacciones en la web para empresas y particulares.
A partir de 2023, el nombre de dominio X.com empezó a usarse para la red social Twitter, que fue adquirida por Elon Musk en 2022 y que posteriormente se cambió su nombre a X.

## Antecedentes
A principios de la década de 1990 Elon Musk trabajó en Canadá como becario en el Bank of Nova Scotia donde se le encargó investigar el valor de la deuda de países del tercer mundo que tenía el banco. Musk remitió un informe al CEO indicando la posibilidad de ganar miles de millones de USD y fue rechazado.
Greg Kouri, Elon Musk y Kimbal Musk se conocieron en 1995 en Toronto. Los tres se mudaron a Silicon Valley y fundaron la compañía Zip2 que proporcionaba servicios en la web que incluían las indicaciones de ruta puerta a puerta de origen a destino.
En 1999 vendieron Zip2 a Compaq por 307 millones USD, de los que Elon Musk se llevó 22 millones de USD. Pasó de compartir piso con 3 amigos a comprar un apartamento de 167 m² y un McLaren F1 de un millón de USD.
Elon Musk comenzó a formar un equipo para crear una nueva empresa.
Ho era un ingeniero que había trabajado en SGI y Zip2.
Harris Fricker era un canadiense que tenía experiencia financiera y había conocido a Elon Musk en el Bank of Nova Scotia.
Cristopher Payne también era canadiense y tenía conocimientos financieros.

## Fundación
En marzo de 1999 Elon Musk, Ho, Harris Fricker y Cristopher Payne fundaron X.com como una startup financiera con un nombre que sonaba pornográfico. Musk invirtió 12 millones USD.
Empezaron en una casa y pronto se mudaron a unas oficinas en el 394 de University Avenue en Palo Alto, California, Estados Unidos.
A los cinco meses de su fundación Harris Fricker amenazó diciendo que si no era CEO se marcharía con el resto a crear otra compañía. Elon Musk le dijo que debería hacerlo. Fricker, Ho y otros ingenieros claves abandonaron X.com. Fricker tuvo una carrera exitosa como CEO de GMP Capital. Payne fundó una firma de capital privado en Toronto.
X.com fue uno de los primeros bancos de internet. Tuvo que luchar contra numerosas regulaciones bancarias. Sus depósitos estaban asegurados por la FDIC.
En los dos primeros meses de operación de X.com consiguió que 200 000 personas se registraran.
En diciembre de 1999, antes de acometer una oferta pública de acciones (IPO), los inversores de X.com quitaron de CEO a Elon Musk para poner a Bill Harris, que había sido CEO de la compañía de software financiero Intuit.

## Confinity

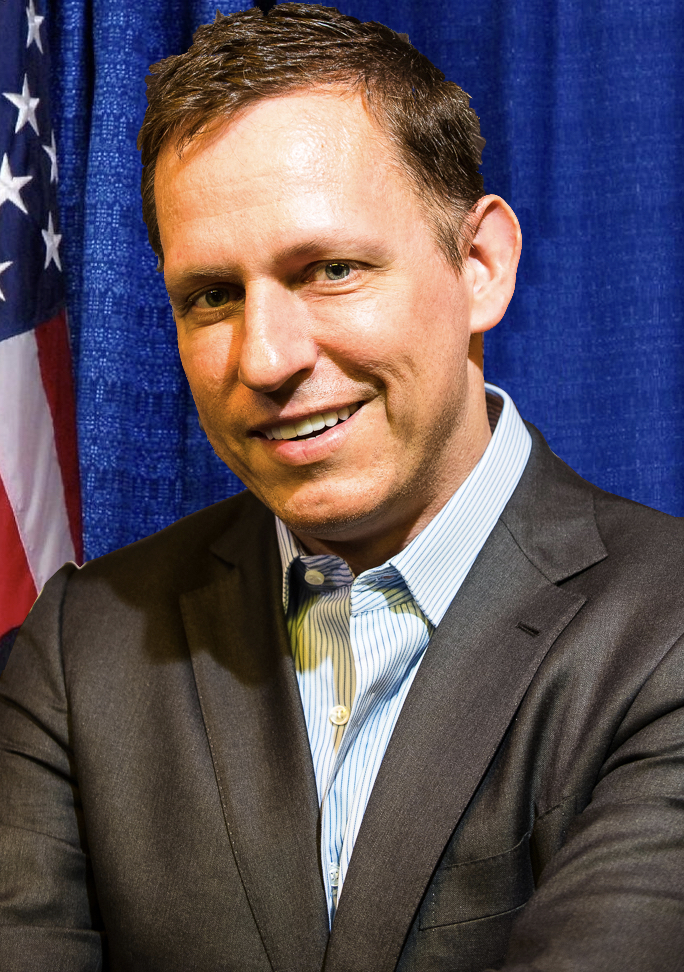
Peter Thiel en 2014

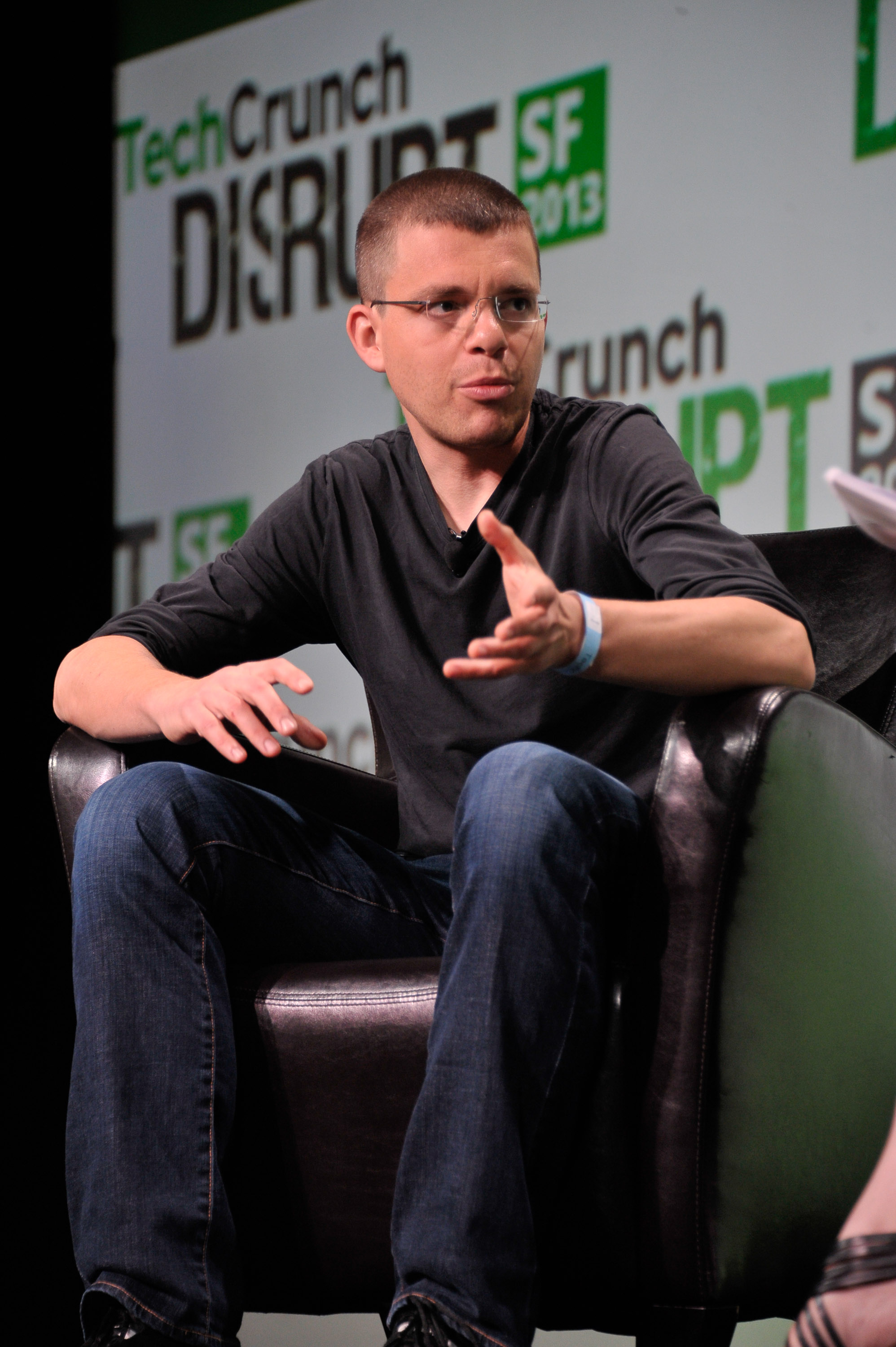
Max Levchin en 2013

En el verano de 1998 Max Levchin, recién graduado en la universidad de Illinois, se fue a la costa Oeste y por las noches dormía en el suelo del apartamento de un amigo. Solía ir a la Universidad de Stanford donde se colaba en los cursos de verano en los que había aire acondicionado y dormía un rato. Su amigo Luke Nosek, que había fundado una compañía en la que invirtió Peter Thiel, le recomendó que fuera a una clase que iba a impartir Thiel en Stanford. Levchin se coló en la clase y cuando terminó le expuso dos ideas de empresas. Thiel se interesó por la primera de ellas e invirtió en la fundación de Confinity.
El nombre Confinity sugiere una fusión de las palabras confidence (confianza) e infinity (infinito).
Confinity fue fundada en diciembre de 1998 por Max Levchin, Luke Nosek y Peter Thiel como CEO.
En septiembre de 1999 Confinity lo componían 19 personas. Eran emprendedores de internet y de los servicios financieros.
Los profesores de la Universidad de Stanford Dan Boneh y Martin Hellman ayudaron en el desarrollo de la aplicación y Hellman invirtió en Confinity. Martin Hellman y Whit Diffie inventaron la criptografía de clave pública (public key cryptography). PayPal usaba criptografía de curva elíptica (elliptical curve cryptography).
Cuando se lanzó PayPal a finales de 1999 había entre 3 y 4 millones de PDA que podían utilizarlo. Confinity esperaba que en 2003 habría 1000 millones de teléfonos móviles con capacidad de conectarse a internet que podrían usar PayPal. La innovación de PayPal era una billetera digital que no tenía necesidad de ser cargada con antelación.
Los usuarios de Paypal registraban su tarjeta de crédito en la web de la compañía. Los pagos de PayPal se hacían a la tarjeta de crédito asociada. Confinity pagaba la comisión del 2%-3% al banco por procesar el pago (como hacían los comercios al cobrar con tarjeta). Pero solo la pagaba una vez y después el dinero podía moverse de aparato en aparato sin ningún coste para PayPal.
Los pagos se podían hacer entre particulares, a comercios, a bancos e instituciones financieras.
En septiembre de 1999 había recibido 5 millones USD de capital riesgo de un grupo de inversores que incluía el fondo de capital riesgo Nokia Ventures, el banco Deutsche Bank, y Bell Melton, el fundador de CyberCash.
Las oficinas de Confinity eran un pequeño espacio subarrendado por X.com hasta que se mudaron a otras oficinas en la misma calle en el 165 de University Avenue en Palo Alto, California. Previamente Google y Logitech habían tenido sus oficinas allí.
Inicialmente Confinity se centró en los pagos entre PDA mediante el puerto de infrarrojos. Cuando comprobaron que el mercado era muy pequeño comenzaron a centrarse en cómo hacer pagos en la web por correo electrónico. Esto les enfrentó con X.com en su lucha para atraer clientes. Las dos compañías gastaron millones de USD en publicidad.

## Fusión

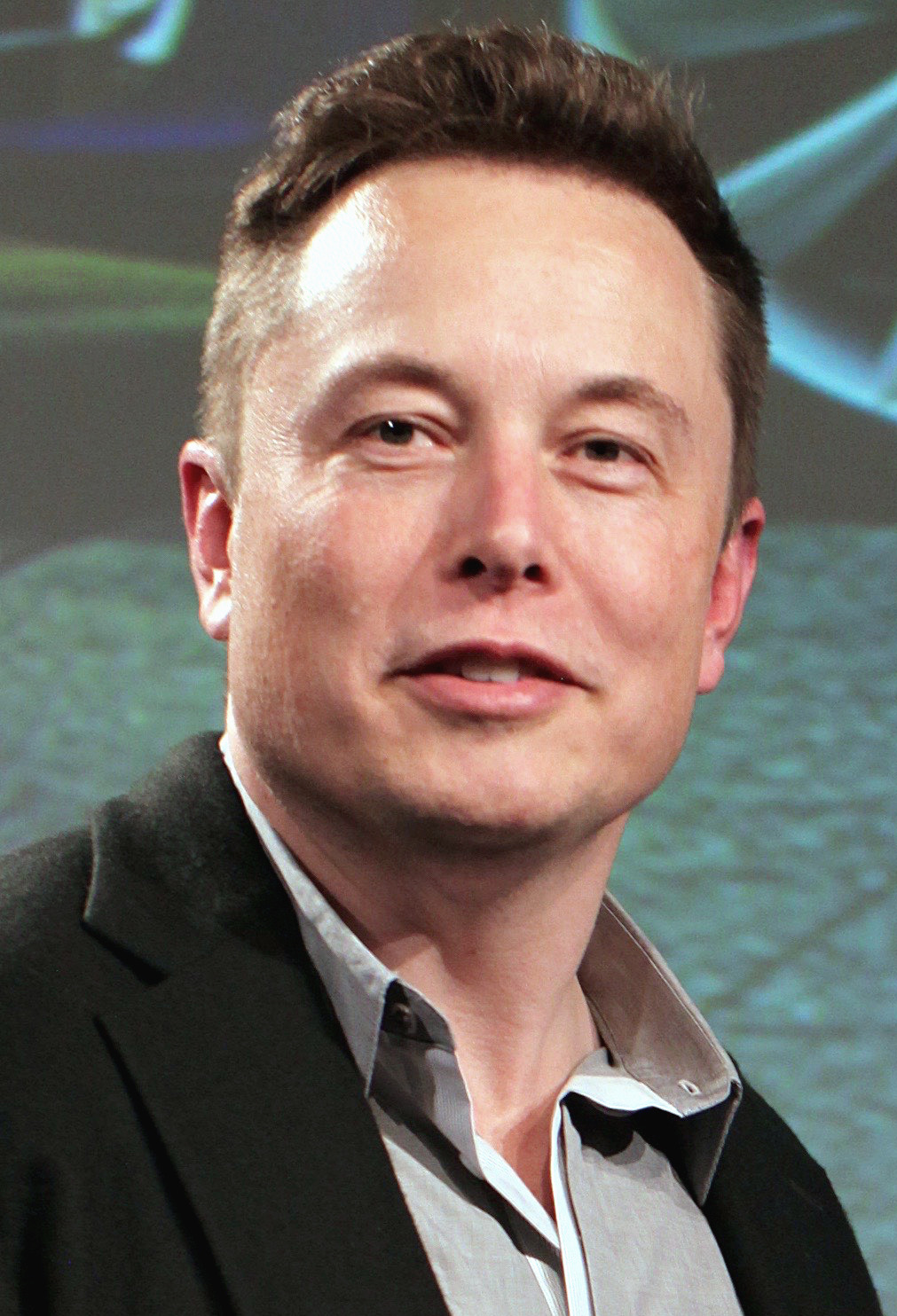
Elon Musk en 2015

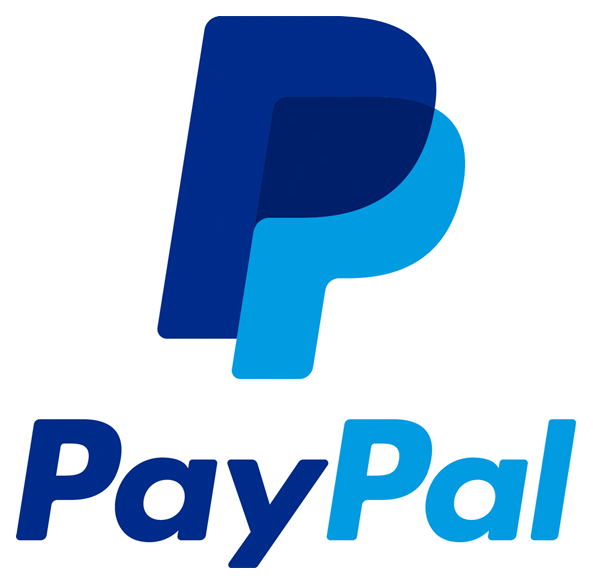
Logo de Paypal

En marzo de 2000 X.com y Confinity decidieron que tenía más sentido unir fuerzas que derrochar dinero en publicidad. Combinando el producto PayPal con los sofisticados servicios de X.com se fusionaron en una nueva entidad llamada X.com de la que Elon Musk fue nombrado CEO por ser el mayor accionista de la compañía fusionada resultante. En unas semanas X.com levantó 100 millones USD de inversión de Deutsche Bank y Goldman Sachs. En aquel tiempo X.com tenía más de un millón de clientes.
Las dos compañías trataron de juntar sus culturas con poco éxito. Hubo peleas sobre el diseño de la infraestructura tecnológica de la empresa. El equipo de Confinity, liderado por Levchin, quería usar software de código abierto Linux, mientras que Musk quería usar el software de centro de datos de Microsoft.
X.com se enfrentó en duras batallas a la infraestructura tecnológica, el fraude en línea y las estrategias de marca. En septiembre de 2000 las tensiones dentro del equipo directivo aumentaron.
En enero de 2000 Elon Musk se había casado con Justine Wilson. El trabajo no les había permitido ir de luna de miel. Nueve meses después planearon juntar negocio y ocio para hacer un viaje para buscar capital inversor y terminarlo en luna de miel en los Juegos Olímpicos de Sídney. A las 22:30, cuando Musk estaba volando, se celebró una junta extraordinaria de X.com en la que se destituyó a Elon Musk como CEO y se nombró a Peter Thiel. Elon Musk canceló su luna de miel, tomó el primer avión de vuelta a California y pidió al consejo que reconsiderase su decisión.
Musk terminó aceptando la reorganización y aunque su influencia en la compañía decreció, Musk quedó como asesor consultivo y siguió invirtiendo aumentando su posición como mayor accionista.
En junio de 2001 X.com cambió el nombre por el de su producto PayPal para denominarse PayPal Inc.
En 2002 PayPal empezó a cotizar en bolsa.
Por entonces la compañía facturaba 240 millones USD al año con PayPal.
Cuando eBay mostró interés en comprar PayPal la mayoría querían vender cuanto antes. Musk y Mortiz pidieron al consejo que rechazara las primeras ofertas. En julio de 2002 eBay subió la oferta hasta 1500 millones USD y el consejo y Musk aceptaron la venta.
En octubre de 2002, eBay adquirió PayPal por 1500 millones de dólares en acciones. Antes de la venta, Musk era el accionista mayoritario, con el 11.7% de las acciones de PayPal.
Con la venta Elon Musk ganó 180 millones USD después de impuestos. Dedicó 100 millones USD a fundar SpaceX, 70 millones USD a Tesla, Inc. y 10 millones USD a SolarCity.
Varios miembros del equipo de PayPal fundaron sus propias compañías, como YouTube (Chad Hurley, Steve Chen y Jawed Karim), LinkedIn (Reid Hoffman), Yelp (Russel Simmons, Jeremy Stoppelman), Palantir Technologies, y Jammer.
Otros, como Peter Thiel, Reid Hoffman y Botha, se convirtieron en grandes inversores en la industria tecnológica.
En 2015 eBay se separó de PayPal para hacerla una compañía independiente.

## Dominio
El 5 de julio de 2017, Elon Musk recompró a PayPal el nombre de dominio X.com por un precio no revelado que podría alcanzar varios millones de USD. Musk dijo que lo compró porque el dominio tenía un gran valor sentimental para él.
El 14 de julio de 2017 se activó la web X.com, en la que se mostraba la letra «x» arriba a la izquierda de la pantalla, y la página de errores mostraba una «y».
Desde el 24 de julio del 2023, X.com redirige a Twitter, debido al cambio de nombre hecho a la red social.
El dominio X.com finalmente deja de redirigir a Twitter.com el 17 de mayo del 2024, completando así el cambio de nombre de Twitter a X.

## Desambiguación
X.com puede ser confundido con otros dominios de una letra y segundo nivel que usan punycodes similares a la letra «x». Punycode (código púny) es una sintaxis de codificación usada en programación que usa una cadena Unicode que puede ser traducida en una cadena de caracteres más limitada compatible con los nombres de red.
| Dominio | Punycode    | Nombre                               | Registrado en (WHOIS) |
| ×.com   | xn--rca.com |                                      |                       |
| ╳.com   | xn--jzh.com |                                      |                       |
| ☓.com   | xn--33h.com | Página web oficial de Herbert R. Sim | 3 de febrero de 2005  |
| ✕.com   | xn--hci.com |                                      |                       |
| ✖.com   | xn--ici.com |                                      |                       |
| ❌.com  | xn--1di.com |                                      |                       |
| ❎.com  | xn--3di.com |                                      |                       |

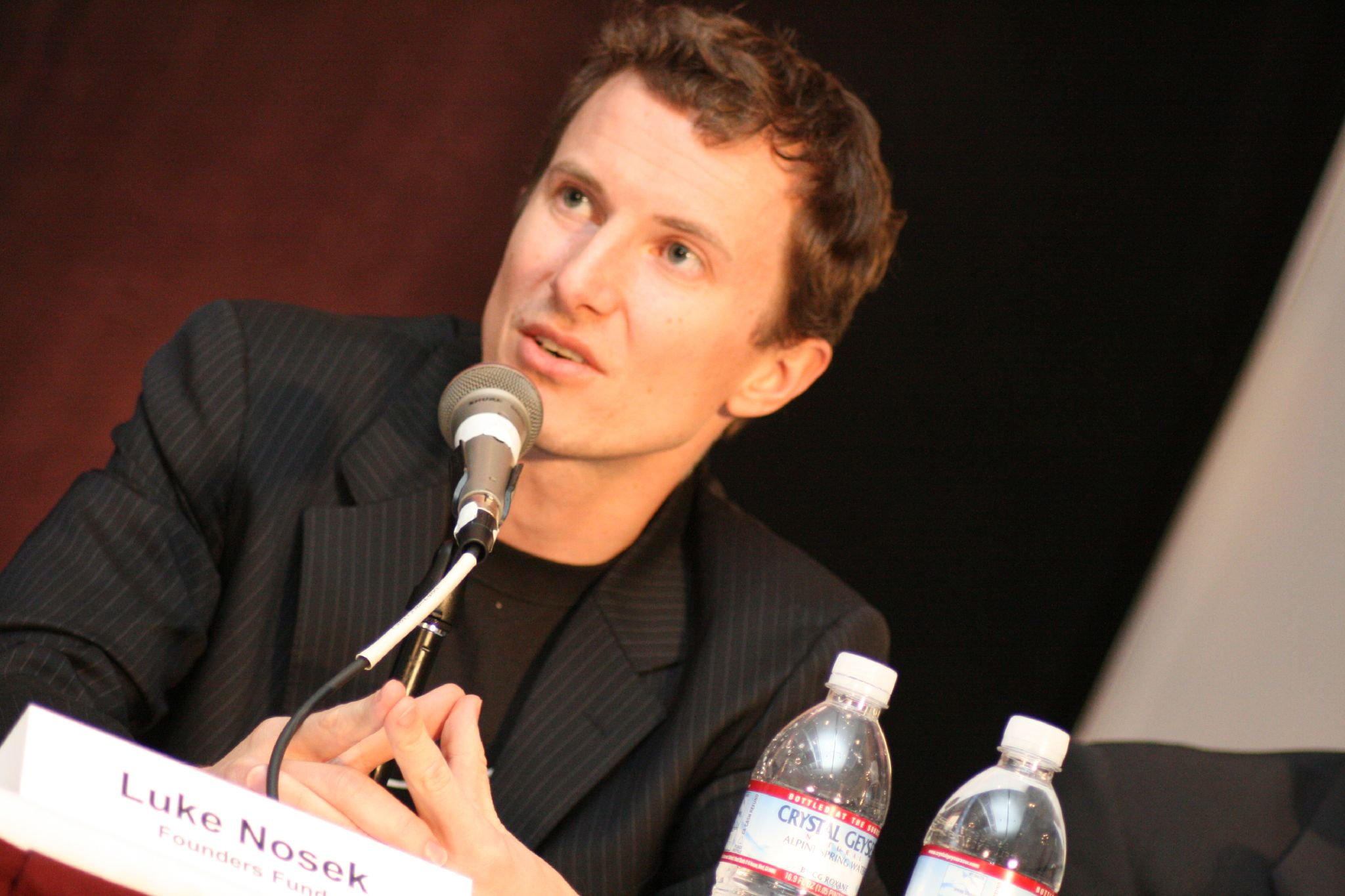
Luke Nosek en 2007
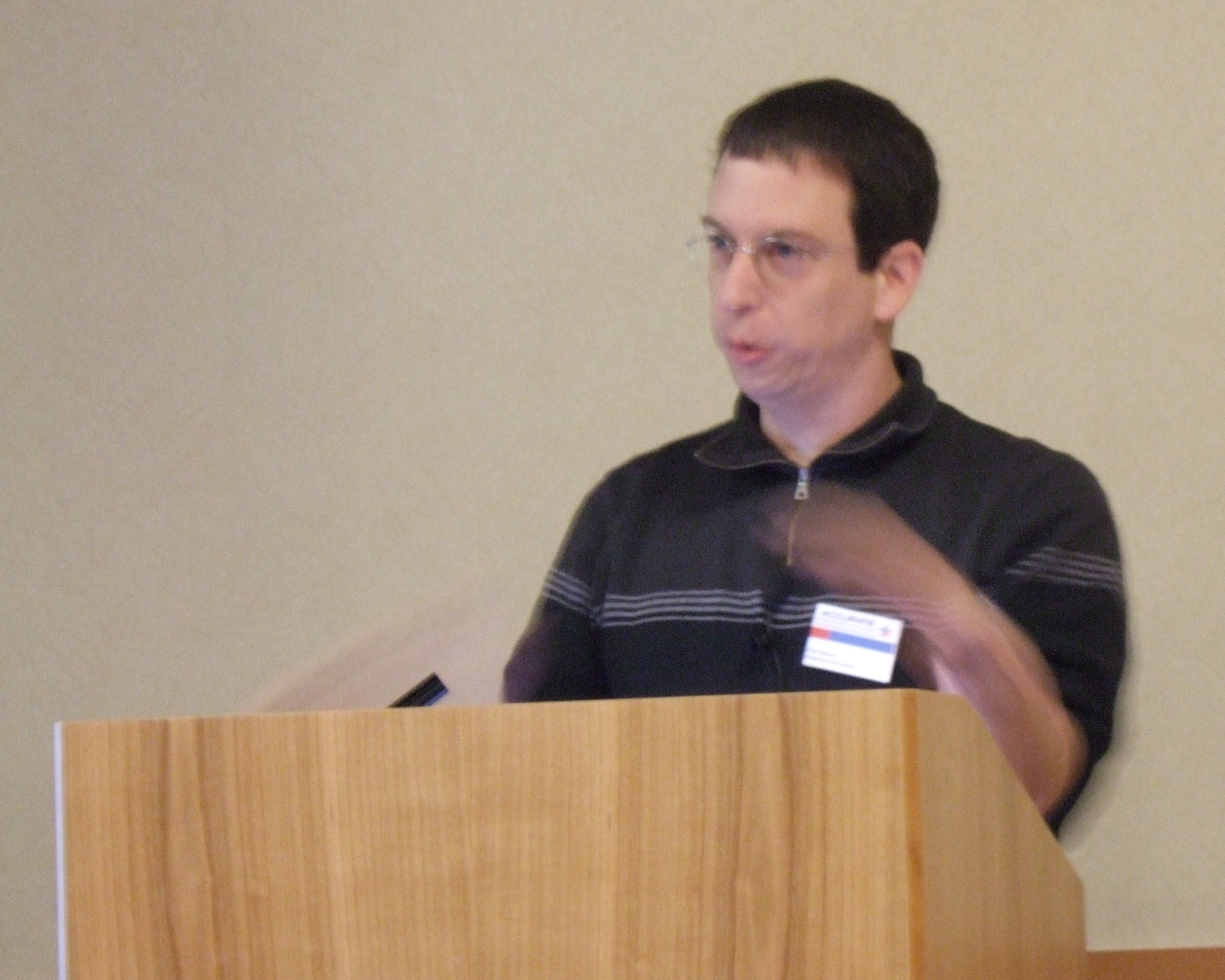
Dan Boneh en 2007
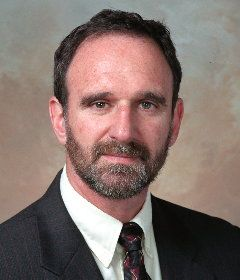
Martin Hellman en 2004
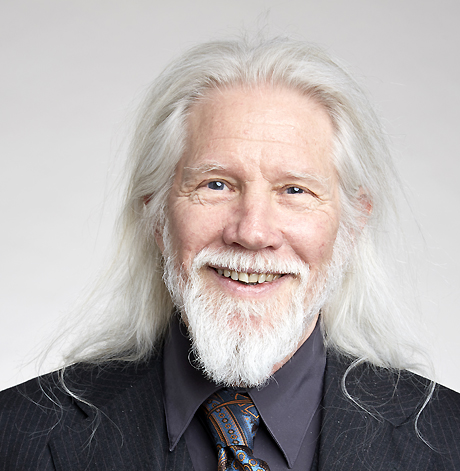
Whitfield Diffie en 2017